# Томашпольський Дмитро Львович
Дмитро́ Льво́вич Томашпо́льський — український кінорежисер, сценарист, продюсер; член Національної спілки кінематографістів України.

## Життєпис
Народився 1 липня 1958 року в Києві. У 1980 році закінчив Київський державний інститут культури імені Корнійчука, згодом у 1989 році — Київський державний інститут театрального мистецтва ім. І. Карпенка-Карого (Майстерня А. Жилінського).
До 2000 року працював на Київській кіностудії імені Олександра Довженка, де зняв свій дебют «Панове, врятуємо Місяць», а потім разом з дружиною Оленою Дем'яненко зняв та спродюсував 5 кінофільмів: «Про шалене кохання, Снайпера і Космонавта» (1993, сценарист, режисер), «Будемо жити!» (1995, сценарист, режисер), «Жорстока фантазія» (1995, продюсер), «Дві Юлі» (1998, продюсер), «Усім привіт!» (1999, сценарист, режисер).
У 2000 році на 12 років переїхав жити в Росію, в Москву та Санкт-Петебург, де створив 15 фільмів та серіалів: «Таємниця Лебединого озера» (2002), «Спасибі» (2003, автор сценар.), «Дзисай» (2004), «Місяць у зеніті» (2007), «Прогулянка по Парижу» (2008) спільне виробництво з Францією, «Маяковський. Два дні».
У 2012 році повернувся жити й працювати в Україну. Відтоді створив декілька ігрових та документальних фільмів за підтримки та на замовлення Держкіно України: «Я — мобер!» (2013 р. док), «F 63.9 Хвороба кохання» (2013 р. ігровий, спільно з Оленою Дем'яненко), «Лариса Кадочнікова. Автопортрет» (2013 р. док), «Виграти все» (2016 р. док). Співродюсер фільмів Олени Дем'яненко «Моя бабуся Фані Каплан» (2016).
У 2018 році вийшов повнометражний художній фільм Томашпольского Ржака.
Автор документального фільму «Лариса Кадочникова. Війна» (2022), який отримав відзнаку «Найкращий документальний фільм про війну» на Українському міжнародному кінофестивалі у Великій Британії «ПТАХ» (2023).
Член Європейської кіноакадемії, член правління Української кіноакадемії, Член Оскарівського комітету України, голова «Лабораторії проектів» НСКУ.

## Фільмографія

### Режисерські роботи (телефільми та телесеріали)
- «Неосяжне» (1989, сценарист, режисер)
- «Панове, врятуємо місяць!» (1990, сценарист, режисер)
- «Про шалене кохання, Снайпера і Космонавта» (1993, сценарист, режисер),
- «Жорстока фантазія» (1995, продюсер)
- «Дві Юлі» (1998, продюсер),
- «Усім привіт!» (1999, сценарист, режисер).
- «Якщо я не повернусь» (2001, режисер)
- «Таємниця Лебединого озера» (2002, сценарист, режисер)
- «Дякую» (2003, сценарист, режисер)
- «Дзисай» (2004, режисер)
- «Цілують завжди не тих» (2005, режисер)
- «Джонік» (2006, режисер)
- «Про це краще не знати» (2006, режисер)
- «Місяць у зеніті» (2007, сценарист, режисер)
- «Дорослі люди» (2008, режисер)
- «Мінливості кохання» (2011, режисер)
- «Маяковський. Два дні» (2011, співрежисер: Олена Дем'яненко), телесеріал
- «Нова сукня Корольової» (2011, режисер)
- «Свідок» (2012, режисер)
- «Я — мобер» (документальний, 201, сценарист, режисер)
- «Лариса Кадочнікова. Автопортрет» (2013, співрежисер: Лариса Кадочниковою), документальний фільм
- «Виграти все» (2016), документальний фільм, сценарист, режисер)
- «Йод» (2016), короткометражка, режисер
- «Лариса Кадочникова. Війна» (2022), документальний фільм.

### Режисерські роботи (кінопрокатні фільми)
| Рік  | Назва                 | Також зазначений у титрах як | Також зазначений у титрах як | Також зазначений у титрах як  | Примітки                         |
| Рік  | Назва                 | Продюсер                     | Сценарист                    | Інше                          | Примітки                         |
| ---- | --------------------- | ---------------------------- | ---------------------------- | ----------------------------- | -------------------------------- |
| 1995 | Будемо жити!          | Так                          | Так                          | Н/Д                           |                                  |
| 2009 | Прогулянка по Парижу  | Так                          | Ні                           | Н/Д                           |                                  |
| 2014 | F63.9 Хвороба кохання | Так                          | Так                          | Н/Д                           | спів-режисер Олена Дем'яненко[I] |
| 2017 | Ржака                 | Так                          | Так                          | Н/Д                           |                                  |
| 2019 | Сторонній             | Так                          | Так                          | Н/Д                           |                                  |
| 2021 | Простір               | Ні                           | Так                          | Режисер монтажу, звукорежисер |                                  |

## Громадська позиція
У 2018 підтримав звернення Європейської кіноакадемії на захист ув'язненого у Росії українського режисера Олега Сенцова.